# زمین‌لرزه ۱۹۰۹ ژاپن
زمین‌لرزه ژاپن  در تاریخ ۱۰ نوامبر ۱۹۰۹ میلادی، برابر با ‎۱۹ آبان ۱۲۸۸، ساعت ۶:۱۳:۳۰ به زمان یوتی‌سی در ژاپن رخ داد. ژرفای این زلزله ۱۵۰ کیلومتر بود. بزرگی آن ۷٫۵ در مقیاس mB اعلام شده‌است. زمین‌لرزه به وقت محلی در روز چهارشنبه، ساعت ۱۵ روی داده و منطقه زمانی آن یوتی‌سی +۹ بوده‌است .
سازمان زمین‌شناسی آمریکا نیز جای این زمین‌لرزه را در مختصات ۳۲°شمالی ۱۳۱°شرقی / ۳۲°شمالی ۱۳۱°شرقی و بزرگی آنرا برابر با ۷٫۹ در مقیاس ریشتر اعلام کرده‌است. ژرفای گزارش شده از سوی این سازمان ۱۹۰ کیلومتر می‌باشد.
شمار کشتگان زلزله حدود ۲ نفر بوده‌است. 